# Johannes Kreidler (compositeur)
Pour les articles homonymes, voir Kreidler et Johannes Kreidler (prélat catholique).
 (janvier 2021).
Johannes Kreidler (né en 1980) est un compositeur, interprète, artiste conceptuel et artiste des nouveaux médias allemand. Il est en musique le principal théoricien et représentant du mouvement du Nouveau Conceptualisme au XXIe siècle,.

## Carrière
Johannes Kreidler est né à Esslingen, en Allemagne. Il a étudié la composition avec Mathias Spahlinger à la Musikhochschule de Fribourg de 2000 à 2006, et a enseigné dans les conservatoires de Rostock, Detmold, Hanovre et Hambourg,. En 2019, il a été nommé professeur de composition et de théâtre musical à la Musikakademie Basel.
Kreidler s'est fait connaître par une série de performances musicales à forte connotation politique, dont la première en 2008 intitulée product placements ("placement de produits") : un enregistrement de 33 secondes contenant 70 200 échantillons d'autres enregistrements, que le compositeur a ensuite tenté de déposer auprès des autorités allemandes en matière de droits d'auteur,. Cette tentative a bénéficié d'une importante couverture médiatique, tout comme Charts Music en 2009, œuvre dans laquelle les données boursières de la crise financière mondiale ont été transformées en musique à l'aide du logiciel Songsmith de Microsoft,,. Plus tard en 2009, Kreidler a réalisé l'œuvre controversée Fremdarbeit ("Sous-traitance"), dans laquelle il a "sous-traité" le morceau que lui avait commandé le festival Klangwerkstatt Berlin à un compositeur chinois et à un programmeur informatique indien pour qu'ils le composent en son nom, en imitant son style, pour une infime partie de la commission qu'il avait touchée.
Ces trois compositions en sont venues à résumer l'approche du compositeur en matière de "musique conceptuelle", telle que Kreidler lui-même et le philosophe Harry Lehmann l'ont théorisée dans des conférences, des essais et des publications ultérieures,,,. Depuis 2010, le catalogue du compositeur comprend beaucoup plus de "morceaux conceptuels", souvent des œuvres vidéo pour des galeries ou internet, en plus d'œuvres de "théâtre musical" de grande envergure comme Audioguide (2014), d'une durée de sept heures, l'opéra My State as Friend and Beloved (2018) et Selbstauslöser ("Retardateur", 2020).
En octobre 2012, Kreidler a encore attiré l'attention de la presse après avoir protesté contre la fusion forcée du SWR Symphonieorchester avec un autre orchestre (l'Orchestre symphonique de la radio de Stuttgart) en attachant ensemble puis en détruisant deux des instruments de l'orchestre sur scène lors d'un concert en direct,.
Les œuvres de Kreidler ont été jouées aux festivals de Donaueschingen et de Darmstadt, au festival Ultima d'Oslo, à Musica Strasbourg, à la semaine de la musique de Gaudeamus et au festival de musique contemporaine de Huddersfield, entre autres. Kreidler vit actuellement à Berlin.

## Style
Une grande partie de la musique de Johannes Kreidler se caractérise par un usage poussé de l'échantillonnage et de la citation, et par l'utilisation de processus algorithmiques pour générer du matériau sonore. Dans des morceaux tels que product placements et Der "Weg der Verzweiflung" (Hegel) ist der chromatische (2012), ces techniques sont utilisées autant pour les questions théoriques qu'elles soulèvent sur la créativité et la paternité des œuvres que pour leur utilité en tant qu'outils de compositions,,. Kreidler a décrit cette approche comme "faire de la musique avec de la musique,".
Son œuvre fait souvent appel à une technologie numérique particulière, utilisant la nature et les limites de cette technologie pour déterminer les paramètres musicaux. Il a ainsi utilisé le logiciel Songsmith de Microsoft (Charts Music), le capteur 3D Kinect de Microsoft (kinect studies), un clavier MIDI (5 Programmings of a MIDI Keyboard), une table de capteurs (Irmat Studies) et un appareil photo (Steady Shot). L'œuvre de Kreidler comporte généralement des éléments multimédia, parfois en interaction avec un soliste ou un ensemble en direct. Il apparaît souvent comme acteur dans ses propres œuvres, y compris dans ses vidéos souvent humoristiques qui s'inspirent de la culture des mèmes.
L'œuvre de Kreidler est souvent ouvertement engagée politiquement,,. Lors de la première de son Fremdarbeit, le compositeur a annoncé : "L'objectif de ce soir est que plus personne ici ne vote pour le FDP" (en référence au Parti libéral-démocrate allemand, qui est associé au libéralisme économique et au capitalisme de marché libre).

## Musique conceptuelle
Depuis le début des années 2010, Johannes Kreidler décrit de plus en plus son approche de la composition comme une "Konzeptmusik" ou "musique conceptuelle", une référence directe au mouvement artistique conceptuel des années 1960 et 1970. Cette vision de la musique conceptuelle doit beaucoup à l'œuvre et aux travaux théoriques de son professeur Mathias Spahlinger, et à la notion de "Gehaltsästhetik" chez le philosophe Harry Lehmann,.
Dans ses conférences et ses essais, Kreidler a également décrit d'autres œuvres en ces termes, notamment celles de Cory Arcangel, Peter Ablinger et John Cage,. Son morceau de 2015 Minusbolero est une "musique conceptuelle" qui tente un dialogue avec un autre morceau historique de "musique conceptuelle": le Boléro de Ravel. Ravel lui-même a déclaré à propos de son morceau : "Je n'ai écrit qu'un seul chef-d'œuvre : le Boléro. Malheureusement, il n'y a pas de musique dedans". Pour composer Minusbolero, Kreidler a simplement supprimé toute la mélodie, ne laissant que l'accompagnement. De sorte que si le Boléro original ne contenait "aucune musique", Minusbolero de Kreidler contient une musique "négative".
La validité et la signification des théories de Kreidler sur la musique conceptuelle ont fait l'objet d'un débat académique considérable. Max Erwin a reconnu l'influence du "Nouveau Conceptualisme", en tant qu'orientation esthétique cohérente, chez un groupe important de compositeurs d'au moins quatre continents, dont Kreidler, Stefan Prins et Jennifer Walshe. Selon Erwin, "[le Nouveau Conceptualisme] est sans doute la première "école" esthétique cohérente de la Nouvelle Musique du XXIe siècle". En revanche, tout en reconnaissant qu'elle est "devenue grand public" en 2014, Martin Iddon a qualifié la musique conceptuelle de "contradiction dans les termes" qui "représente un désir de retour (nostalgique) à l'art conceptuel qui, pour ainsi dire, signifiait vraiment quelque chose".

## Récompenses
- 2009 - Lauréat du prix du théâtre musical Operare
- 2009/10 - Lauréat du prix Fonds experimentelles Musiktheater NRW
- 2010 - Lauréat du Prix des jeunes auteurs allemands
- 2010 - Prix de la bourse de l'Internationale Ferienkurse für Neue Musik de Darmstatd
- 2011 - Prix de la bourse de l'Académie des Arts de Berlin
- 2012 - Prix de la musique Kranichstein
- 2013 - Bourse de la Kunststiftung Baden-Württemberg

## Compositions (sélection)

### Musique de concert
- Piece for Harp and Video (2018)
- Lippenstift pour chœur, accompagnement audio et vidéo (2016)
- The Wires pour violoncelle, accompagnement audio et video (2016)
- Typogravitism pour guitare électrique, accompagnement audio et video (2016)
- Instrumentalisms pour instrument et vidéo (2016)
- Two Pieces pour clarinette et vidéo (2016)
- TT1 pour grand orchestre et instruments électroniques (2014/2015)
- Steady Shot pour piano, appareil photo, lecture d'enregistrements audio et vidéo (2015)
- Minusbolero pour grand orchestre (2009–2014)
- Irmat Studies pour table de capteurs (2013)
- Shutter Piece pour huit instruments, lecture d'enregistrements audio et vidéo (2013), première représentation au Wittener Tagen für neue Kammermusik
- Der „Weg der Verzweiflung“ (Hegel) ist der chromatische pour neuf instruments, lecture d'enregistrements audio et vidéo (2012), première représentation au Donaueschinger Musiktage
- Die „sich sammelnde Erfahrung“ (Benn): der Ton pour six instruments, lecture d'enregistrements audio et vidéo (2012)
- study for piano, audio and video playback (2011)
- Stil 1 pour instrumentation variable et bande magnétique (2010)
- Living in a Box pour grand ensemble, sampler et vidéo (2010)
- Fremdarbeit pour quatre instruments et modérateur (2009)
- Kantate. No future now pour grand ensemble et sampler (2008)
- in hyper intervals pour quatre instruments et bande magnétique (2008)
- cache surrealism pour saxophone baryton, accordéon, violoncelle et bande magnétique (2008)
- Dekonfabulation pour accordéon, percussion, oratrice et bande magnétique (2007/08)
- 5 Programmings pour clavier MIDI (2006)
- windowed 1 pour percussion et bande magnétique (2006)
- Piano Piece 5 pour piano et bande magnétique à quatre pistes (2005)
- RAM Microsystems pour joysticks (2005)[18]

### Œuvres de scène
- Selbstauslöser (2019), Volksbühne Berlin/BAM! Festival
- My State as Friend and Beloved (2018), Halle Opera House
- Infinissage (2018)
- Industrialisation of the Romantic (2016), Operncafé Halle
- Audioguide III (2015), KunstFestSpiele Herrenhausen
- Audioguide (2014), Internationale Ferienkurse für Neue Musik/Ultima Festival Oslo
- Feeds. Hören TV (2009/10), Musiktheater im Revier, Gelsenkirchen

### Performances
- Earjobs (2011)
- Call Wolfgang (2008)
- product placements (2008)

### Œuvres vidéos
- Film 3 (2018)
- Film 2 (2017)
- Film 1 (2017)
- 22 music pieces for video (2014)
- Scanner Studies (2012)
- Split Screen Studies (2012)
- kinect studies (2011/13)
- Compression Sound Art (2009)
- Charts Music (2009)

### Œuvres graphiques
- Album (2015)
- Sheet Music (2013)

### Pour la radio
- Listomania (2016), Hessischer Rundfunk 2016